# Bjargtangar
Le Bjargtangar est le point le plus occidental d'Islande. Il est considéré comme le point le plus à l'ouest de l'Europe exception faite de l'archipel des Açores (souvent classées dans les îles éloignées). Il est également le point le plus occidental du fuseau horaire UTC±0.
Le Bjargtangar est situé dans la région des Vestfirðir.